# Lady Frankenstein
Lady Frankenstein (Originaltitel: La figlia di Frankenstein) ist ein italienischer Exploitationfilm aus dem Jahr 1971, der auf Motiven des Frankenstein Romans von Mary Shelley beruht. Regie bei dem seinerzeit in Deutschland indizierten und in Italien mit internationaler Beteiligung gedrehten Low-Budget-Horrorfilm führte Mel Welles, der sich auf die fiktive Geschichte von Frankensteins Tochter konzentrierte. Neben ausgiebigen Gewaltdarstellungen und einigen Nacktszenen, zeichnet sich der feministisch angehauchte Film vor allem dadurch aus, dass er eine selbstbewusste junge Frau darstellt, die sich in einer Männerdomäne durchsetzt.
Im Jahr 2007 wurde der Genrefilm von der Liste der jugendgefährdenden Medien gestrichen, dem eine Neubewertung durch die Bundesprüfstelle für jugendgefährdende Medien voranging, und am 4. August in einer Fernsehpremiere auf dem Sender 3sat ausgestrahlt.

## Handlung
Der renommierte Wissenschaftler Baron von Frankenstein experimentiert gemeinsam mit seinem Assistenten, Dr. Charles Marshall, seit über 20 Jahren an der Erschaffung von künstlichen Wesen, die er aus teilweise illegal exhumierten Leichenteilen zusammensetzt. Sein „Experimentiermaterial“ erlangt er dabei von drei Grabräubern um den ordinären Lynch, die ihm dabei helfen ein „vollkommenes Geschöpf“ zu kreieren. Die geheime Arbeit, er beschäftigt sich nach Meinung der Öffentlichkeit mit der Verpflanzung von tierischen Organen, steht bereits kurz vor der Vollendung, benötigt aber noch ein menschliches Herz sowie das Gehirn eines frisch verstorbenen Probanden.
Nach erfolgreicher Promotion zum Facharzt für Chirurgie kehrt die junge Tochter des Barons, Lady Tania Frankenstein, ins heimatliche Familienschloss zurück, um ihrem Vater bei dessen Arbeit zu assistieren. Bei ihrer Ankunft wird sie von dem attraktiven, jedoch geistig zurückgebliebenen Stallburschen Thomas willkommen geheißen. Die selbstbewusste, hochmotivierte Tania ist völlig überrascht von den Fortschritten ihres Vaters auf dem Gebiet der Transplantation, wird jedoch gegen ihren Willen nicht ins Operationsteam für die bevorstehende, entscheidende Hirn- und Herzverpflanzung berufen. Ihr Vater, der gemeinsam mit Dr. Marshall den Eingriff vornimmt, informiert sie aber dennoch über den Stand der Operation. Trotz der Warnung seines Assistenten, der eine Beschädigung am Hypothalamus des hingerichteten straffällig gewordenen „Spenders“ entdeckt, gelingt den Wissenschaftlern die besagte Verpflanzung sowie die anschließende Reanimation der Kreatur.
Als Folge der irreparablen Beschädigung des Hauptnervenzentrums tötet das zusammengesetzte äußerst kräftige Geschöpf den Baron, wandelt unbemerkt aus dem Schloss und ermordet später weitere Menschen. Charles und die herbeigerufene Tania, die den guten Ruf Frankensteins retten wollen, belügen derweil den ermittelnden Polizeicaptain Harris, indem sie die Existenz der Kreatur verschweigen und den Mord einem imaginären Einbrecher in die Schuhe schieben. Durch die Häufung der Todesfälle durch das seltsame Ungetüm gerät die Bevölkerung der Gegend in Angst und Schrecken. Captain Harris intensiviert daraufhin seine Ermittlungen.
Die besorgte Tania versucht währenddessen. das Lebenswerk ihres Vaters zu bewahren und plant, das Monstrum mit Hilfe eines weiteren Ungeheuers aufzuhalten. Für die Umsetzung ihres Plans benötigt sie jedoch die Mitarbeit des alternden Dr. Marshall, der sich sichtlich zu der jungen und attraktiven Frau hingezogen fühlt. Tania reagiert auf seine romantische Annäherung, gibt ihm aber zu verstehen, dass sie den jungen, gutaussehenden Körper des Stallburschen gegenüber dem in die Jahre gekommenen Körper des Mediziners bevorzugt. Den eigenen Interessen folgend, versucht sie den Tod ihres Vaters zu rächen und bietet dem erstaunten, liebestollen Wissenschaftler eine praktikable „Lösung“ an: die Verpflanzung seines Gehirns in den jungen Körper des zurückgebliebenen Thomas Stack. Dr. Marshall geht darauf ein.
Das ungleiche Paar heiratet in den nächsten Tagen. Zeitgleich ermordet das Monster weitere Menschen, darunter Lynch sowie zwei involvierte Grabräuber. Um ihren Plan in die Tat umzusetzen und die scheinbar wahllos mordende Kreatur rasch aufzuhalten, beschließt Tania, den ahnungslosen Thomas zu verführen, um ihn mit Hilfe ihres älteren Ehemannes zu töten. Während des Geschlechtsverkehrs erstickt der verliebte und eifersüchtige Charles das auserwählte Opfer, Thomas Stack, mit einem Kissen. In der folgenden Operation gelingt es Tania schließlich, das Gehirn Dr. Marshalls in den Körper von Thomas zu verpflanzen und diese neue Kreatur zu reanimieren.
Inzwischen rekonstruiert Polizeichef Harris, der die grausamen Morde der Gegend untersucht, eine Verbindung zwischen dem Tod der Grabräuber, dem Monster und den seltsamen Vorgängen auf Schloss Frankenstein, greift aber aus Mangel an Beweisen zunächst nicht ein. Er vermutet die Bestie im Umfeld von Tania. Unterstützung erhält er von Julia Stack, der Schwester des verschwundenen Thomas, die Mrs. Marshall eine Mitschuld am Verschwinden ihres schwachsinnigen Bruders gibt. Bald überschlagen sich die Ereignisse. Das Monster wandert zum Familienschloss der Frankensteins, wo es von Charles (im Körper von Thomas) und Tania gemeinschaftlich besiegt wird. Dem Monster folgen aber ansässige Dorfbewohner, die ihrerseits des Ungetüms mit Fackeln und Heugabeln habhaft werden wollen, letztendlich aber nur das ehrwürdige Gebäude in Brand setzen.
Am Ende des Films kommt es im brennenden Schloss zu sexueller Leidenschaft zwischen Tania und Thomas, in deren Folge Tania beim Sex mit ihrem Geschöpf erwürgt wird. Beobachtet wird das Liebespaar bzw. der Mord von Harris und Julia.

## Kritiken
„Frankensteins Tochter rächt den Tod ihres Vaters, der einem von ihm geschaffenen künstlichen Menschen zum Opfer gefallen ist. Formal belangloses, zuweilen lächerlich wirkendes Horrorprodukt.“

„Eine naive Gruselmär um das altgediente Frankenstein-Motiv, allerdings angereichert durch sexuelle Motive, die die unternehmungslustige Tochter antreiben. (...) brisante Mischung: aus gotischem Schauermärchen (...) und Erotik-Phantasien im Stil der italienischen Sado-Comics, kurzum: für die einen reiner Trash, für die anderen eine unterschätzte Gemme des Unterhaltungskinos.“